# William Singleton Young
William Singleton Young (* 10. April 1790 bei Bardstown, Nelson County, Kentucky; † 20. September 1827 in Elizabethtown, Kentucky) war ein US-amerikanischer Politiker. Zwischen 1825 und 1827 vertrat er den Bundesstaat Kentucky im US-Repräsentantenhaus.

## Werdegang
William Young war der ältere Bruder von Bryan Rust Young (1800–1882), der zwischen 1845 und 1847 ebenfalls Kongressabgeordneter für Kentucky war. Er war außerdem ein Onkel von John Young Brown (1835–1904), der zwischen 1859 und 1877 zwei Mal Kentucky im US-Repräsentantenhaus vertrat. Young studierte ursprünglich Medizin. Nach einem späteren Jurastudium an der University of Louisville und seiner Zulassung als Rechtsanwalt begann er in Bloomfield in diesem Beruf zu arbeiten. Im Jahr 1814 verlegte er seinen Wohnsitz und seine Praxis nach Elizabethtown.
Als parteiloser Kandidat wurde er bei den Kongresswahlen des Jahres 1824 im elften Wahlbezirk von Kentucky in das US-Repräsentantenhaus in Washington, D.C. gewählt, wo er am 4. März 1825 die Nachfolge von Philip Thompson antrat. Nach einer Wiederwahl im Jahr 1826 konnte er bis zu seinem Tod am 20. September 1827 im Kongress verbleiben. Allerdings starb er noch vor der ersten Sitzung des seit dem 4. März 1827 bestehenden neuen Kongresses. Er wurde auf dem Friedhof von Elizabethtown beigesetzt.